# Těšnov (Cetenov)
Těšnov (německy Teschen) je malá vesnice, část obce Cetenov v okrese Liberec. Nachází se asi jeden kilometr severozápadně od Cetenova. Těšnov leží v katastrálním území Cetenov o výměře 4,06 km².

## Historie
První písemná zmínka o vesnici pochází z roku 1550.

## Pamětihodnosti
- Malá Boží muka
- Sloup s křížkem – pískovcový sloup s křížkem na Těšnově.

## Galerie

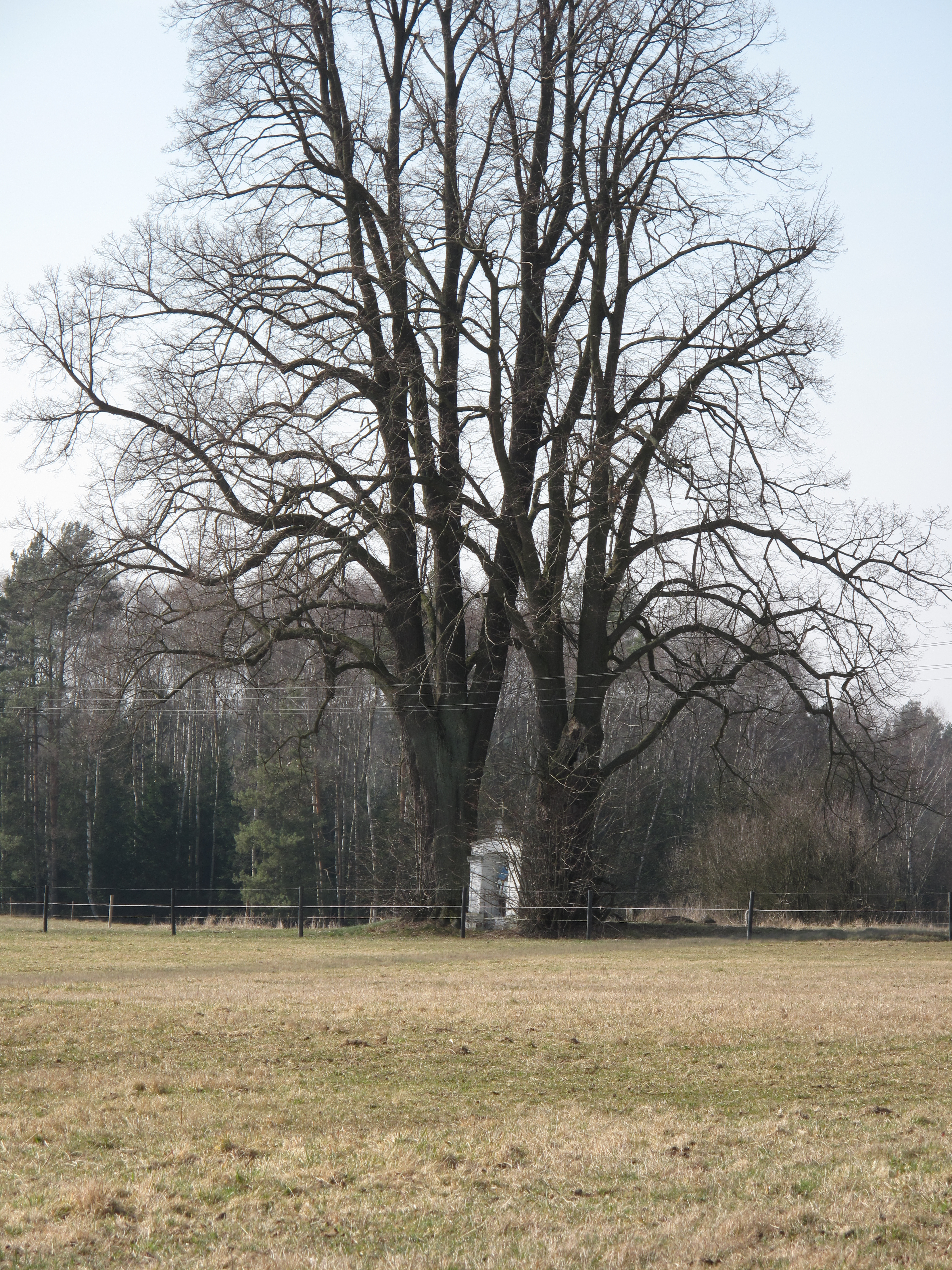
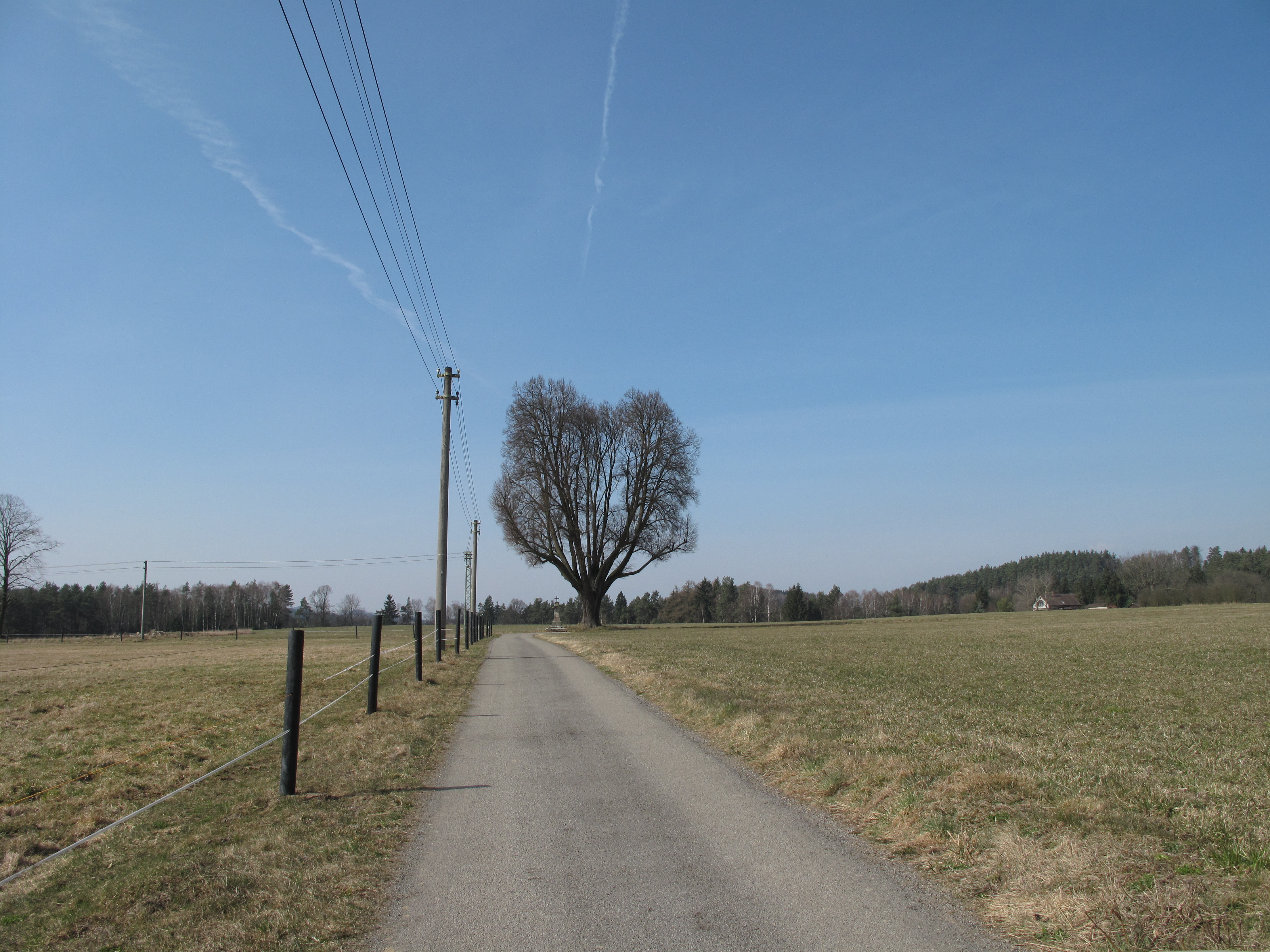
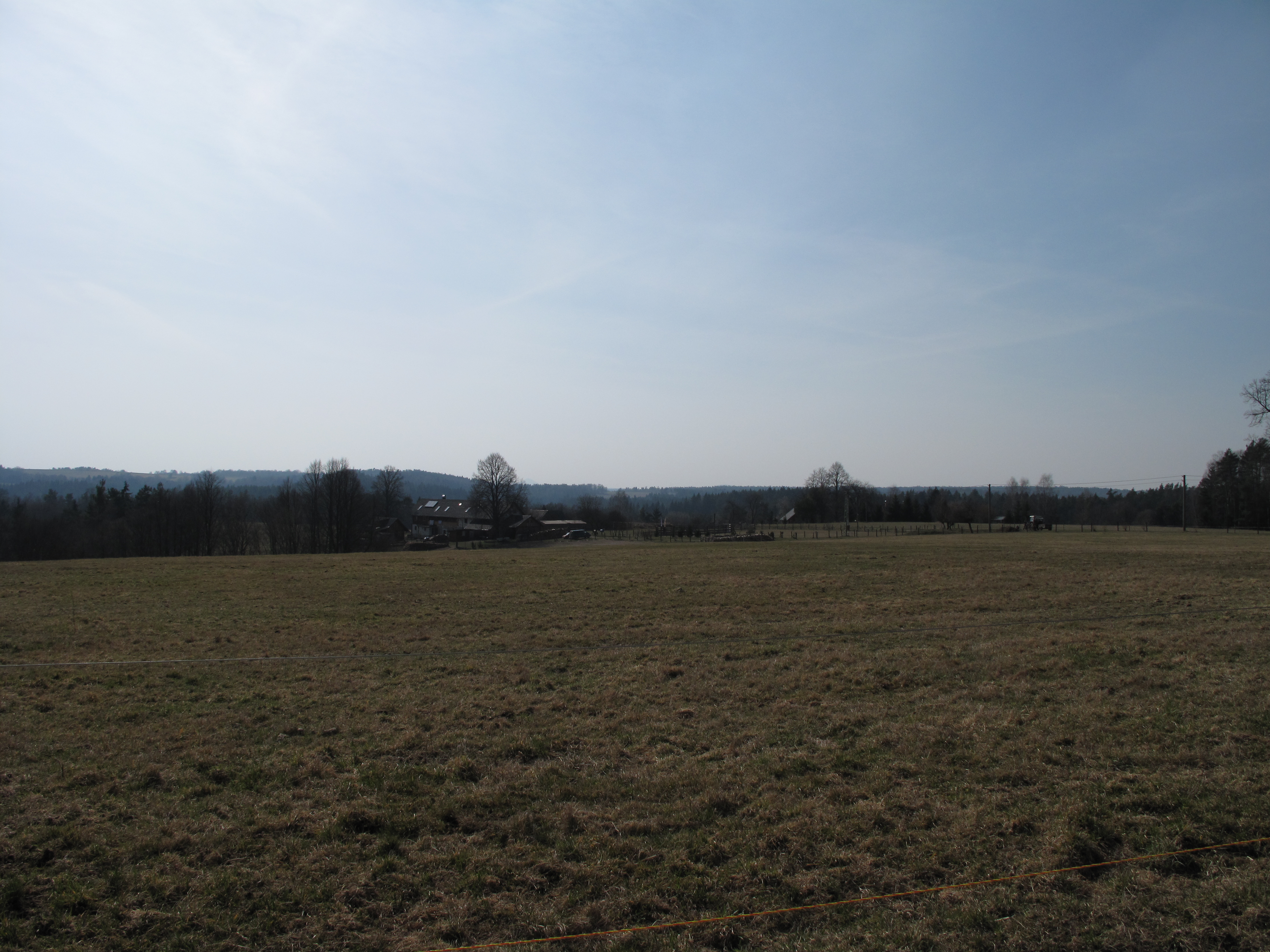
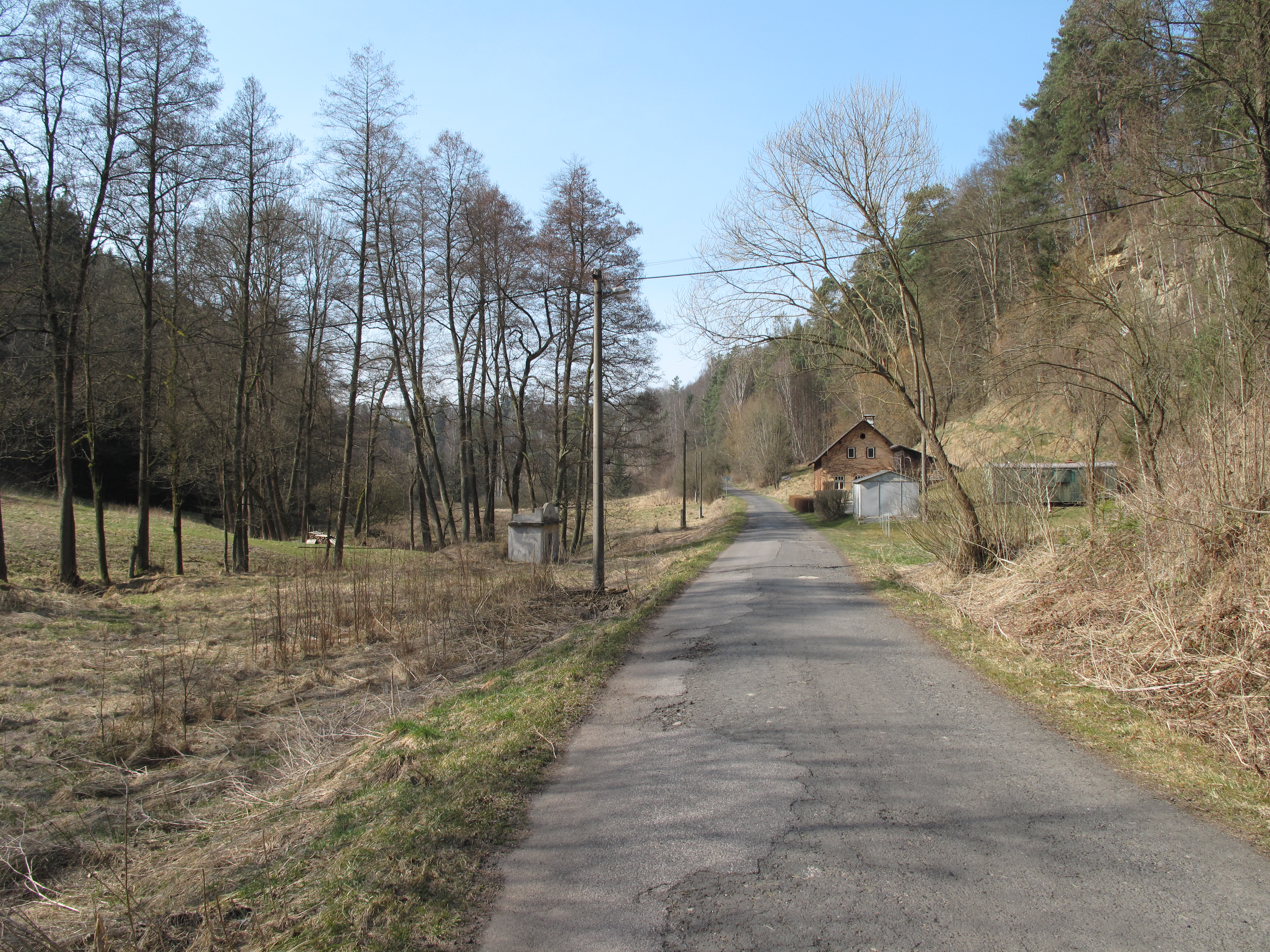
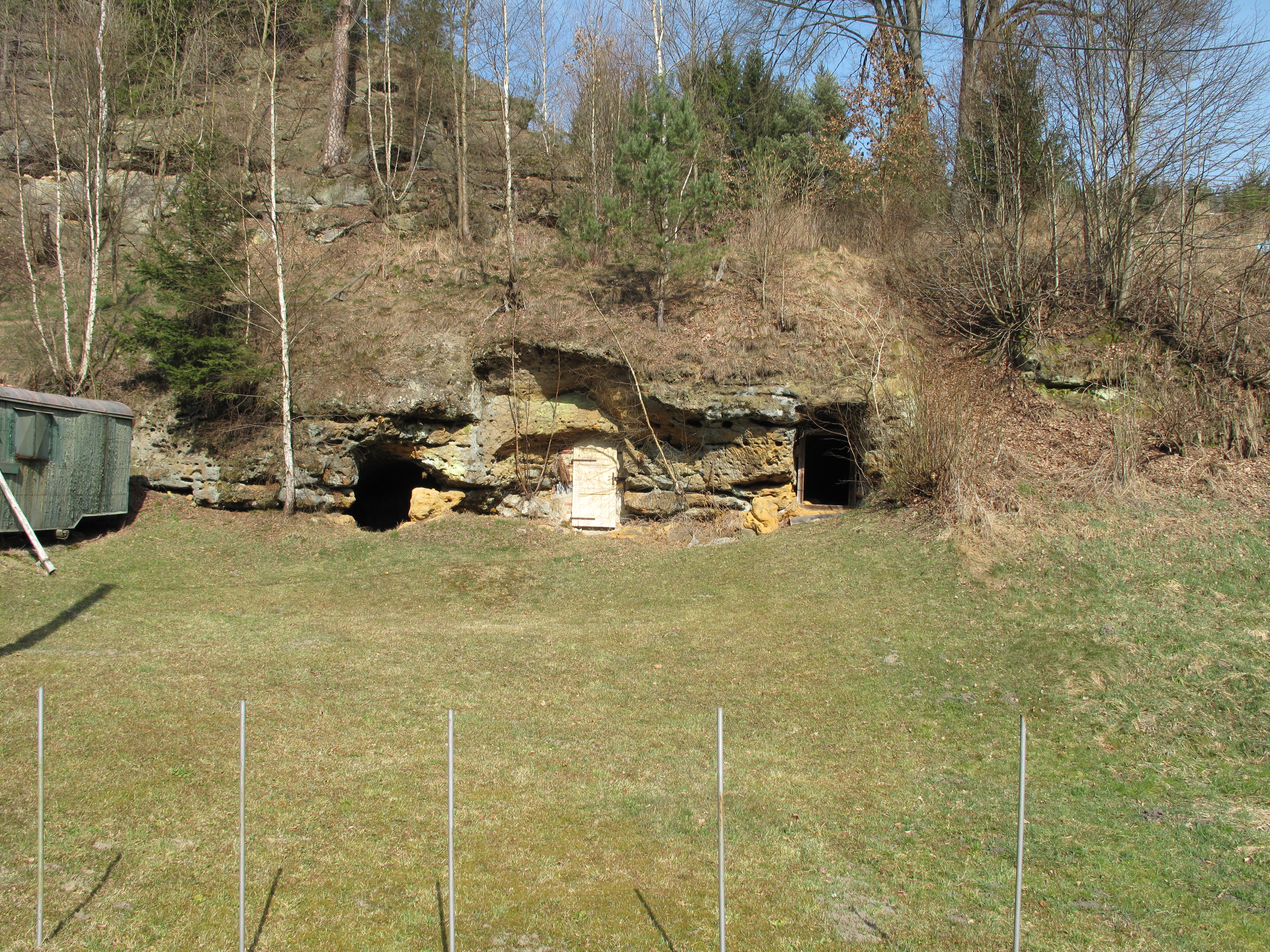